# Tanel Laanmäe
Tanel Laanmäe (ur. 29 września 1989 w Valgamaa) – estoński lekkoatleta, specjalizujący się w rzucie oszczepem.
W 2009 startował w mistrzostwach świata podczas których spalił dwie pierwsze próby w eliminacjach, a z trzeciej zrezygnował. Złoty medalista uniwersjady z 2015.
Mistrz Estonii z 2009 i 2014.
Rekord życiowy: 85,04 (13 czerwca 2016, Tartu).

## Osiągnięcia
| Rok  | Impreza                              | Miejsce        | Lokata            | Wynik |
| ---- | ------------------------------------ | -------------- | ----------------- | ----- |
| 2006 | Mistrzostwa świata juniorów          | Pekin          | el. -13. miejsce  | 62,07 |
| 2007 | Mistrzostwa Europy juniorów          | Hengelo        | 7. miejsce        | 70,33 |
| 2008 | Mistrzostwa świata juniorów          | Bydgoszcz      | 9. miejsce        | 68,88 |
| 2009 | Młodzieżowe mistrzostwa Europy       | Kowno          | el. – 10. miejsce | 68,35 |
| 2009 | Mistrzostwa świata                   | Berlin         | niesklasyfikowany |       |
| 2010 | I liga drużynowych mistrzostw Europy | Budapeszt      | 4. miejsce        | 73,19 |
| 2011 | Młodzieżowe mistrzostwa Europy       | Ostrawa        | 8. miejsce        | 73,20 |
| 2012 | Mistrzostwa Europy                   | Helsinki       | el. – 25. miejsce | 71,87 |
| 2014 | Mistrzostwa Europy                   | Zurych         | el. – 18. miejsce | 75,29 |
| 2015 | I liga drużynowych mistrzostw Europy | Heraklion      | 1. miejsce        | 82,67 |
| 2015 | Uniwersjada                          | Gwangju        | 1. miejsce        | 81,71 |
| 2015 | Mistrzostwa świata                   | Pekin          | el. – 13. miejsce | 80,65 |
| 2016 | Mistrzostwa Europy                   | Amsterdam      | el. – 15. miejsce | 80,46 |
| 2016 | Igrzyska olimpijskie                 | Rio de Janeiro | el. – 18. miejsce | 80,45 |
| 2017 | Mistrzostwa świata                   | Londyn         | el. – 25. miejsce | 76,41 |